# LGT Bank
La LGT Bank AG (in precedenza Liechtenstein Global Trust) è l'impresa finanziaria della casa regnante del Liechtenstein, creata nel 1920. È uno dei più grandi gruppi di private banking e asset management con una massa gestitata di 198,2 miliardi di franchi. Ha sede a Vaduz, Liechtenstein, con una presenza chiave a Zurigo, Svizzera, conta 3.405 dipendenti in 58 sedi in Europa, Asia ed America ed è guidata dai membri della famiglia reale SAS il Principe Maximilian von und zu Liechtenstein (CEO) e SAS il Principe Philipp von und zu Liechtenstein (presidente).

## Cronistoria
- 1920    22 novembre: assemblea generale costituente
- 1921	A maggio inizia l'attività commerciale con sei impiegati al piano terreno del palazzo governativo
- 1930	La Famiglia regnante del Liechtenstein diventa azionista di maggioranza
- 1970	Nascita della Fondazione Principe del Liechtenstein, che acquisisce il capitale	azionario della Bank in Liechtenstein
- 1982	Apertura della rappresentanza di Londra come primo punto d'appoggio all'estero
- 1983	Costituzione della Bilfinanz und Verwaltung AG,	Zurigo
- 1984	Costituzione della BIL Treuhand AG, Vaduz
- 1986	Going public della Bank in Liechtenstein
- 1989	Acquisizione della GT Management PLC, Londra
- 1990	Costituzione della BIL GT Gruppe AG, Vaduz
- 1996	Cambia la ragione sociale: BIL GT Gruppe diventa Liechtenstein Global Trust e BiL diventa LGT Bank in Liechtenstein AG
- 1998	Vendita della Asset Management Division Riorientamento del gruppo LGT. S.A.S. Principe Philipp diventa nuovo presidente del Consiglio di Fondazione, Going private
- 2003	LGT Group acquisisce la Società fiduciaria Svizzera STG da Swiss Life
- 2005	di STG diviene LGT

## Rating
Rating di Standard & Poor's / Moody's
- AA- / Aa3

## Presenza internazionale

### Europa
- Germania: Amburgo, Berlino, Colonia, Francoforte, Mannheim, Monaco di Baviera, Stoccarda
- Irlanda: Dublino
- Liechtenstein: Vaduz
- Lussemburgo
- Austria: Vienna
- Svizzera: Basilea, Berna, Zurigo, Losanna, Lugano, Coira, Davos, Ginevra, Pfäffikon

### Altre sedi
- Bahrain, Isole Cayman, Hong Kong, Giappone, Malaysia, Singapore, Uruguay, USA